# 阿瑟·凱萊
阿瑟·凱萊 FRS（/ˈkeɪli/，1821年8月16日—1895年1月26日）是一名英國數學家。

## 生平
凱萊自小即喜欢解决复杂的数学问题。后来进入剑桥大学三一学院，在希腊语、法语、德语、意大利语以及数学方面成绩优异。
凱萊就讀大學時已發表了3篇論文。為了謀生，他在1849年起正式執業為律師。到了1863年，他才正式進入學術圈，成為劍橋大學的教授。在他當律師的14年間，他發表了約二百五十篇論文。他一生發表了過九百篇論文，包括關於非歐幾何、線性代數、群論和高維幾何。

## 荣誉
數學上以凱萊命名的有：
- 八元數，又稱Cayley數
- 凱萊定理
- 凱萊表
- 凱萊圖
- 凱萊公式
- 凱萊-哈密頓定理
- Grassmann-凱萊代數